# Ekseption '89
Ekseption '89 je dvanajsti studijski album nizozemske skupine Ekseption. Skupina je leta 1981 začasno prekinila z delovanjem, s tem albumom pa so si želeli ponovno vrniti na sceno. 

## Seznam skladb
| A stran | A stran            | A stran |
| Št.     | Naslov             | Dolžina |
| ------- | ------------------ | ------- |
| 1.      | „Spooky‟           | 3:35    |
| 2.      | „Ekseptional‟      | 3:30    |
| 3.      | „Pure‟             | 3:35    |
| 4.      | „Air‟ (J. S. Bach) | 4:07    |
| 5.      | „Flying Fingers‟   | 3:59    |
| 6.      | „Happiness‟        | 2:44    |
| 7.      | „The Artists‟      | 3:02    |

| B stran | B stran                        | B stran |
| Št.     | Naslov                         | Dolžina |
| ------- | ------------------------------ | ------- |
| 1.      | „Haydn‟ (J. Haydn)             | 3:05    |
| 2.      | „Just for You‟                 | 2:28    |
| 3.      | „Drawbars‟                     | 2:52    |
| 4.      | „Jola‟                         | 5:04    |
| 5.      | „The Fifth‟ (L. van Beethoven) | 3:17    |
| 6.      | „Marlene‟                      | 3:23    |
| 7.      | „Peace Planet‟ (J. S. Bach)    | 3:29    |
| 8.      | „Harmony‟                      | 2:39    |
| 9.      | „A believe‟                    | 3:07    |
| 10.     | „My Pianoman‟ (J. S. Bach)     | 2:38    |

## Zasedba
Ekseption
- Peter de Leeuwe – bobni
- Frans Muys van de Moer – bas kitara
- Johan Zwart – kitara
- Dick Remmelink – saksofon
- Rick van der Linden – klaviature
- Rein van den Broek – trobenta
- Eddy Conard – tolkala